# エジプシャン・ホール

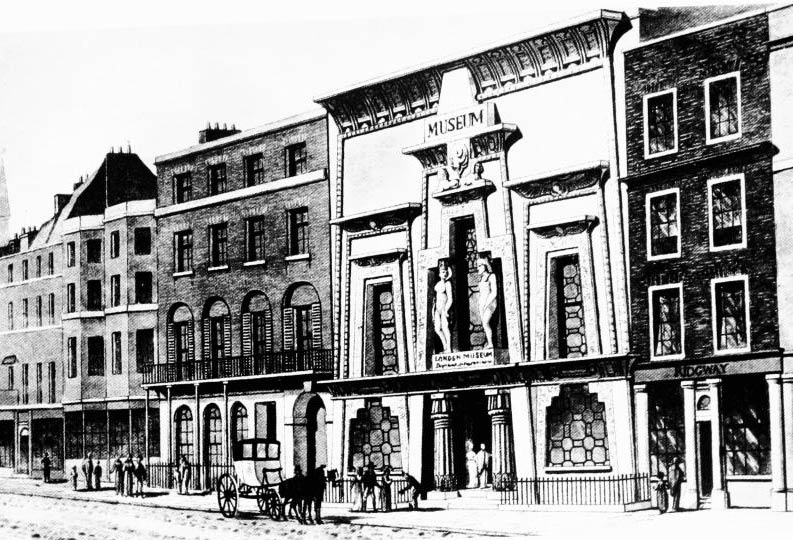
エジプシャン・ホールの正面（1815年）

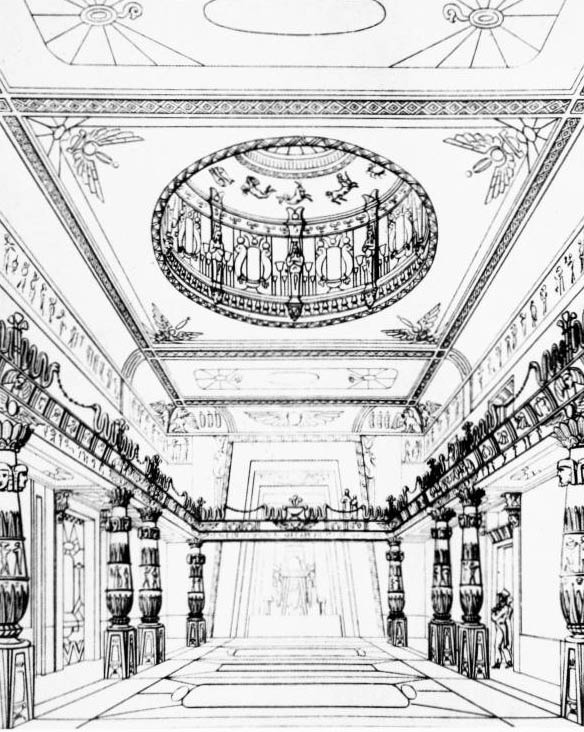
エジプシャン・ホールの大広間（1819年）

エジプシャン・ホール（Egyptian Hall）は、19世紀のイギリスに存在した建築物。設計者はG・F・ロビンソン。
1812年、探検家で元宝石商のウィリアム・ブロックによって建てられた。ロンドンの繁華街ピカデリーに「ロンドン・ミュージアム＆パンテリオン」として開館し、数年後にはエジプシャン・ホールという呼び名が定着した。
外観は古代エジプトの神殿を思わせるつくりになっており、古代エジプト人の像（彫刻家ゲイハーゲンによる）やスカラベ、スフィンクスの紋章などもある。
1万5千点以上のもの（美術品など）が展示されていたが、余分なホールでは各種のショーが催されており、その内容はフリーク・ショーや絵画・珍発明の展示、ジオラマなどさまざまであった。奇術（ステージマジック）もよく演じられていた。具体的には、「ペッパーの幽霊」「スフィンクス」など（詳細はイリュージョン (奇術)を参照）。また演じたマジシャンはジョン・ネヴィル・マスケリン、ストダー大佐、アンリ・ロバン、ドコルタなどであり、マスケリンはエジプシャン・ホールのことをホーム・オブ・ミステリーと呼んでいた。アレキサンダー・ハーマンは、1869年に1000日連続で公演を行ったという記録を残している。
他に話題を呼んだものといえば、1816年1月から公開されたナポレオンの馬車、1820年6月から公開されたフランスの画家テオドール・ジェリコーの『メデューズ号の筏』、1844年にサーカス王P・T・バーナムが演じた『親指トム将軍』など。
入館料は1シリング、開館時間は午前10時から午後10時までだった。エジプシャン・ホールは1904年に閉館し取り壊された。